# Cabană

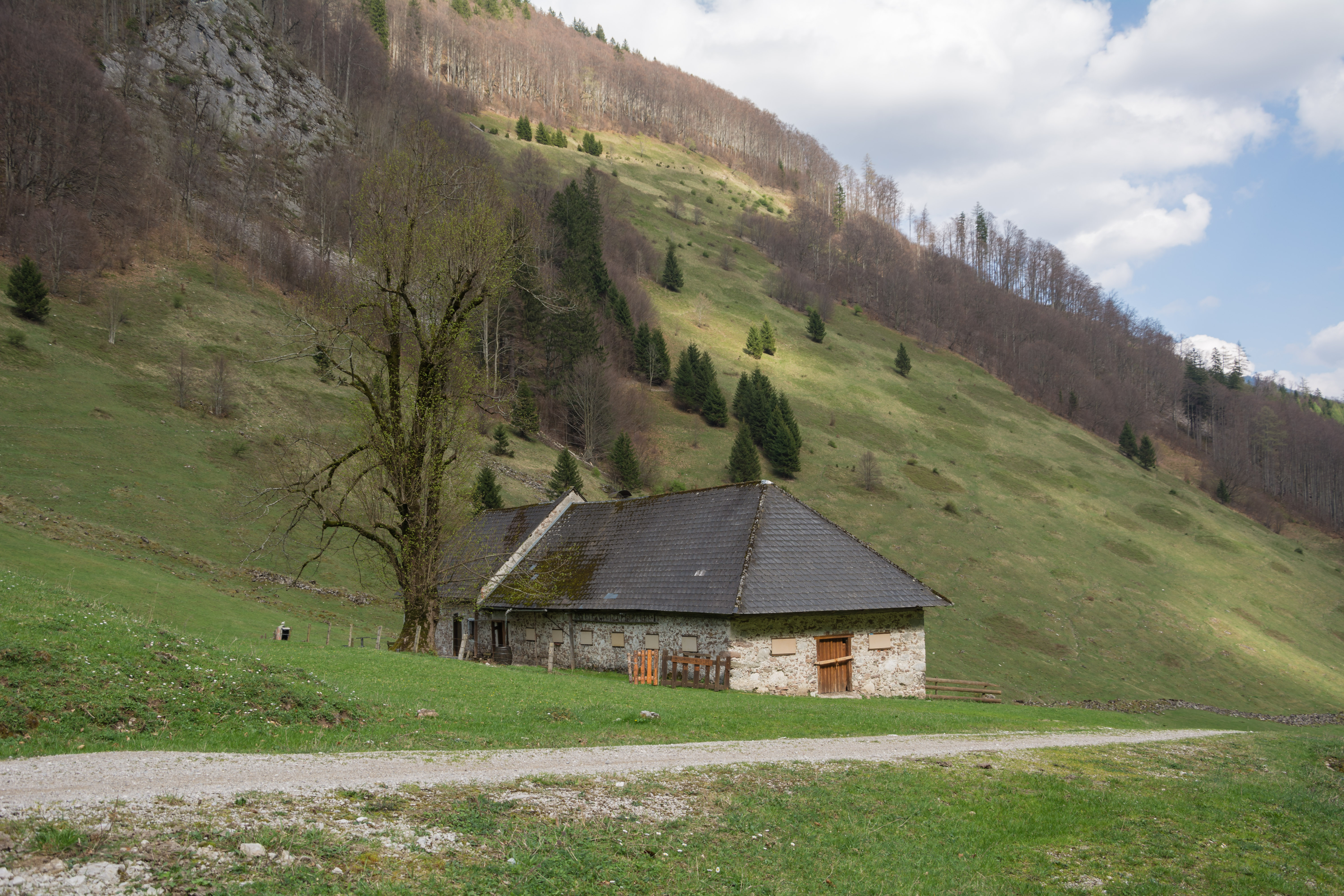
O cabană în Austria

Cabana este o structură de primire turistică de capacitate redusă, funcționând în clădiri independente, cu arhitectură specifică.